# Dot Hollywoodban
A Dot Hollywoodban (eredeti cím: Dot Goes to Hollywood) 1987-ben bemutatott ausztrál rajzfilm, amely a Dot-sorozat nyolcadik része. A forgatókönyvet John Palmer írta, a rajzfilmet Yoram Gross rendezte, a zenéjét Guy Gross szerezte. A Yoram Gross Films készítette, a Hoyts Distribution forgalmazta. 
Ausztráliában 1987. július 9-én mutatták be a mozikban, Magyarországon 1994. február 20-án adták ki VHS-en.

## Szereplők
| Szereplő                 | Eredeti hang    | Magyar hang                                       |
| ------------------------ | --------------- | ------------------------------------------------- |
| Dot                      | Barbara Frawley | Kisfalvi Krisztina                                |
| Bóbiska                  | Robyn Moore     | Csere Ágnes                                       |
| Recepciós nő             | Robyn Moore     | Fodor Zsóka                                       |
| Kacsacsőrű emlős asszony | Robyn Moore     | Némedi Mari                                       |
| Gamlin                   | Keith Scott     | Kassai Károly                                     |
| Filmrendező              | Ross Higgins    | Kránitz Lajos                                     |
| Pan Hardy                | Ross Higgins    | Beregi Péter                                      |
| Stan Laurel              | Ross Higgins    | Balázsi Gyula                                     |
| Taxis                    | Keith Scott     | Varga Tamás                                       |
| Állatorvos               | Keith Scott     | Wohlmuth István                                   |
| Leo, az oroszlán         | Keith Scott     | Kardos Gábor                                      |
| Kong, a majom            | Keith Scott     | Szokol Péter                                      |
| Timmy, az orangután      | Keith Scott     | Szokol Péter                                      |
| Elefánt                  | Keith Scott     | Gesztesi Károly                                   |
| Morgó                    | Keith Scott     | Hankó Attila                                      |
| Gold Smith, filmproducer | Keith Scott     | Perlaki István                                    |
| Hollywoodi ügynök        | Keith Scott     | Rosta Sándor                                      |
| Állatkerti gondozók      | Keith Scott     | Harmath Imre Rudas István                         |
| Kacsacsőrű emlős         | Keith Scott     | Imre István                                       |
| További szereplők        | Keith Scott     | Holl Nándor Komlós András Pethes Csaba Szabó Ottó |

## Betétdalok
- Why Do We Sing
- In The Kangaroo Pouch (1977-es dal)
- Limelight
- Does Anybody Care
- Idols of the Silver Screen

## Televíziós megjelenések
HBO, TV3, SATeLIT 